# پاکفتری
پاکفتری، ماشک بندبند (نام علمی: Ornithopus) نام یک سرده از تیره باقلاییان است.